# Ataman
Ataman (tudi wataman, vataman, otaman; rusko атаман, ватаман, ukrajinsko отаман) je poveljnik oz. vodja oboroženega odreda Kozakov.

## Seznam
- seznam atamanov
- | Stub icon | Ta članek o vojaški zgodovini je škrbina. Pomagajte Wikipediji in ga razširite. |  - p
  - p
  - u